# Équipe cycliste Konica Minolta-Bizhub
L'équipe cycliste Konica Minolta-Bizhub est une équipe cycliste sud-africaine, avec le statut d'équipe continentale. Durant son existence, elle participe aux circuits continentaux de cyclisme et en particulier l'UCI Africa Tour. Créée en 2005, elle disparaît à l'issue de la saison 2009. C'est au sein de cette équipe qu'a débuté le multiple vainqueur du Tour de France Christopher Froome.

## Principales victoires
- Tour du Cap : Peter Velits (2006)
- Amashova National Classic : Christoff Van Heerden (2007)
- Tour de Hong Kong Shanghai : Christoff Van Heerden (2008)

## Classements UCI
L'équipe participe aux épreuves des circuits continentaux et principalement les courses du calendrier de l'UCI Africa Tour. Le tableau ci-dessous présente les classements de l'équipe sur les circuits, ainsi que son meilleur coureur au classement individuel.
UCI Africa Tour
| Saison | Classement par équipes | Meilleur coureur au classement individuel |
| ------ | ---------------------- | ----------------------------------------- |
| 2005   | 3e                     | James Lewis Perry (13e)                   |
| 2006   | 2e                     | Peter Velits (13e)                        |
| 2007   | 7e                     | Tiaan Kannemeyer (48e)                    |
| 2008   | 5e                     | Christoff van Heerden (4e)                |
| 2009   | 12e                    | Kosie Loubser (41e)                       |

UCI America Tour
| Saison | Classement par équipes | Meilleur coureur au classement individuel |
| ------ | ---------------------- | ----------------------------------------- |
| 2008   | 25e                    | Christoff Van Heerden (63e)               |

UCI Asia Tour
| Saison | Classement par équipes | Meilleur coureur au classement individuel |
| ------ | ---------------------- | ----------------------------------------- |
| 2005   | 33e                    | James Lewis Perry (111e)                  |
| 2006   | 20e                    | John-Lee Augustyn (51e)                   |
| 2007   | 37e                    | Christopher Froome (108e)                 |
| 2009   | 52e                    | Dennis van Niekerk (230e)                 |

UCI Europe Tour
| Saison | Classement par équipes | Meilleur coureur au classement individuel |
| ------ | ---------------------- | ----------------------------------------- |
| 2005   | 57e                    | James Lewis Perry (113e)                  |
| 2006   | 62e                    | Peter Velits (76e)                        |
| 2007   | 105e                   | Christopher Froome (571e)                 |

## Saison 2009[2]

### Effectif
| Cycliste           | Date de naissance | Nationalité    | Équipe 2008             |
| ------------------ | ----------------- | -------------- | ----------------------- |
| Shaun Davel        | 25.07.1985        | Afrique du Sud | Amore & Vita-McDonald's |
| Mauritz Faber      | 14.04.1989        | Afrique du Sud |                         |
| Kosie Loubser      | 03.01.1977        | Afrique du Sud | Néo-pro                 |
| Casey Munro        | 24.01.1985        | Australie      | Drapac Porsche          |
| Dennis van Niekerk | 19.10.1984        | Afrique du Sud |                         |
| Tim Oliver         | 24.06.1990        | Allemagne      | Néo-pro                 |
| Pieter Seyffert    | 27.12.1986        | Afrique du Sud |                         |
| Tiaan Swart        | 14.03.1990        | Afrique du Sud | Néo-pro                 |
| Ab van der Walt    | 04.07.1989        | Afrique du Sud | Néo-pro                 |
| Paul van Zweel     | 05.04.1990        | Afrique du Sud | Néo-pro                 |

## Saison 2008[3],[4]

### Effectif
| Cycliste                                | Date de naissance | Nationalité    | Équipe 2007 |
| --------------------------------------- | ----------------- | -------------- | ----------- |
| Travis Allen                            | 27.06.1984        | Afrique du Sud |             |
| Mohamed-Larbi Aoun Seghir (depuis juin) | 16.02.1986        | Algérie        | Néo-pro     |
| Abdellah Ben Youcef (depuis juin)       | 10.04.1987        | Algérie        | Néo-pro     |
| Hichem Chaabane                         | 10.08.1988        | Algérie        | Néo-pro     |
| Mauritz Faber                           | 14.04.1989        | Afrique du Sud | Néo-pro     |
| Herman Fouché                           | 30.03.1987        | Afrique du Sud |             |
| Christoff van Heerden                   | 13.01.1985        | Afrique du Sud |             |
| Dennis van Niekerk                      | 19.10.1984        | Afrique du Sud |             |
| Pieter Seyffert                         | 27.12.1986        | Afrique du Sud |             |

### Victoires
| Date       | Course                                           | Pays      | Classe | Vainqueur             |
| ---------- | ------------------------------------------------ | --------- | ------ | --------------------- |
| 19/10/2008 | 1re étape du Tour de Hong Kong Shanghai          | Hong Kong | 2.2    | Christoff van Heerden |
| 20/10/2008 | 2e étape du Tour de Hong Kong Shanghai           | Hong Kong | 2.2    | Adam Blythe           |
| 21/10/2008 | 3eb étape du Tour de Hong Kong Shanghai          | Hong Kong | 2.2    | Christoff van Heerden |
| 23/10/2008 | 5e étape du Tour de Hong Kong Shanghai           | Hong Kong | 2.2    | Christoff van Heerden |
| 24/10/2008 | Classement général du Tour de Hong Kong Shanghai | Hong Kong | 2.2    | Christoff van Heerden |